# The Ladykillers (pel·lícula de 2004)
|  | Aquest article tracta sobre pel·lícula de 2004. Vegeu-ne altres significats a «The Ladykillers». |

The Ladykillers és una pel·lícula estatunidenca de Joel i Ethan Coen estrenada el 2004. És l'onzena pel·lícula dels Germans Coen. Es tracta d'un remake de la pel·lícula britànica The Ladykillers de 1955.

## Argument
El doctor Goldthwait Higginson Dorr III reuneix una partida "d'experts" per fer el robatori del segle. Els seus socis? Un especialista en explosius, un perforador de túnels, un forçut i un còmplice infiltrat que s'arrisca de ser descobert...
El Quarter General de l'operació? El celler d'una vella, Mrs. Munson, que freqüenta assíduament l'església i no sospita de res. Els cinc homes es fan passar per músics que necessiten un indret on assajar.
El primer problema? Dorr i els seus socis són aficionats.
El vertader problema? Han subestimat de manera seriosa la seva hostessa. Quan Mrs. Munson descobreix els seus projectes i amenaça de denunciar-los a les autoritats, els cinc malfactors decideixen associar-la a l'atracament. Al cap i a la fi, desfer-se d'ella no hauria de ser un problema...

## Repartiment
- Tom Hanks: Dr. Goldthwait Higginson Dorr III
- Irma P. Hall: Marva Munson
- Marlon Wayans: Gawain MacSam
- J. K. Simmons: Garth Pancake
- Tzi Ma: el General
- Ryan Hurst: Lump Hudson
- Diane Delano: Mountain Girl
- George Wallace: Xerif Wyner
- John McConnell: el diputat
- Jason Weaver: Weemack Funthes
- Stephen Root: Fernand Gudge

## Al voltant de la pel·lícula
- Al Festival Internacional de Cinema de Canes de 2004, Irma P. Hall va obtenir el Premi del jurat, exæquo amb la pel·lícula Tropical Malady de Apichatpong Weerasethakul.[1]
- En la seva primera pel·lícula, Sang fàcil, els germans Coen feien ja referència a El quintet de la mort: amb la rèplica «que sembla estúpid ara?» quan el detectiu privat dispara al propietari del bar. A El quintet de la mort, és una frase de culte al final de la pel·lícula.